# Thomas Hicks (bobbista)
Thomas A. Hicks, noto Tom (Lyon Mountain, 1º giugno 1918 – Essex (New York), 14 luglio 1992) è stato un bobbista statunitense.

## Biografia
Ai V Giochi olimpici invernali (edizione disputatasi nel 1948 a Sankt Moritz, Svizzera) vinse la medaglia di bronzo nel Bob a quattro con i connazionali James Bickford, Donald Dupree e William Dupree partecipando per la nazionale statunitense I, meglio di loro la nazionale belga a l'altra statunitense (medaglia d'argento e medaglia d'oro).
Il tempo totalizzato fu di 5:21,5 la distanza dagli altri due tempi fu breve: 5:20,1, e 5:21,3.